# Pakistan na Igrzyskach Azjatyckich 2018
Pakistan na Igrzyskach Azjatyckich 2018 – jedna z reprezentacji uczestnicząca na igrzyskach azjatyckich rozegranych w Dżakarcie i Palembangu w dniach 18 sierpnia – 2 września. W kadrze wystąpiło 245 zawodników w 35 dyscyplinach, którzy łącznie zdobyli 4 brązowe medale, klasyfikując się na 34. pozycji w tabeli medalowej. Chorążym podczas ceremonii otwarcia został gracz hokeja na trawie Mohammad Rizwan.

## Medale
| Medal | Zawodnik | Dyscyplina    | Konkurencja          | Data        |
| ----- | --- | ------------- | -------------------- | ----------- |
| brąz  | Mudassar Ali Nasir Ali Waqar Ali Abid Hussain Muhammad Imran Muhammad Nadeem Hassan Raza Kashif Razzaq Muhammad Rizwan Wasim Sajjad Tahseen Ullah Usman Zada | Kabaddi       | Zawody drużynowe (M) | 23 sierpnia |
| brąz  | Nargis | Karate        | +68 kg (K)           | 25 sierpnia |
| brąz  | Arshad Nadeem | Lekkoatletyka | Rzut oszczepem (M)   | 27 sierpnia |
| brąz  | Israr Ahmad Tayyab Aslam Amaad Fareed Muhammad Asim Khan | Squash        | Zawody drużynowe (M) | 31 sierpnia |

| Medale według dni | Medale według dni | Medale według dni | Medale według dni | Medale według dni | Medale według dni |
| Dzień             | Data              | złoto             | srebro            | brąz              | Razem             |
| ----------------- | ----------------- | ----------------- | ----------------- | ----------------- | ----------------- |
| 1                 | 19 sierpnia       | 0                 | 0                 | 0                 | 0                 |
| 2                 | 20 sierpnia       | 0                 | 0                 | 0                 | 0                 |
| 3                 | 21 sierpnia       | 0                 | 0                 | 0                 | 0                 |
| 4                 | 22 sierpnia       | 0                 | 0                 | 0                 | 0                 |
| 5                 | 23 sierpnia       | 0                 | 0                 | 1                 | 1                 |
| 6                 | 24 sierpnia       | 0                 | 0                 | 0                 | 0                 |
| 7                 | 25 sierpnia       | 0                 | 0                 | 1                 | 1                 |
| 8                 | 26 sierpnia       | 0                 | 0                 | 0                 | 0                 |
| 9                 | 27 sierpnia       | 0                 | 0                 | 1                 | 1                 |
| 10                | 28 sierpnia       | 0                 | 0                 | 0                 | 0                 |
| 11                | 29 sierpnia       | 0                 | 0                 | 0                 | 0                 |
| 12                | 30 sierpnia       | 0                 | 0                 | 0                 | 0                 |
| 13                | 31 sierpnia       | 0                 | 0                 | 1                 | 1                 |
| 14                | 1 września        | 0                 | 0                 | 0                 | 0                 |
| 15                | 2 września        | 0                 | 0                 | 0                 | 0                 |
| Razem             | Razem             | 0                 | 0                 | 4                 | 4                 |

| Medale według dyscyplin | Medale według dyscyplin | Medale według dyscyplin | Medale według dyscyplin | Medale według dyscyplin | Medale według dyscyplin |
| Dyscyplina              | złoto                   | srebro                  | brąz                    | Razem                   |                         |
| ----------------------- | ----------------------- | ----------------------- | ----------------------- | ----------------------- | ----------------------- |
| Kabaddi                 | 0                       | 0                       | 1                       | 1                       |                         |
| Karate                  | 0                       | 0                       | 1                       | 1                       |                         |
| Lekkoatletyka           | 0                       | 0                       | 1                       | 1                       |                         |
| Squash                  | 0                       | 0                       | 1                       | 1                       |                         |
| Razem                   | 0                       | 0                       | 4                       | 4                       |                         |

| Medale według płci | Medale według płci | Medale według płci | Medale według płci | Medale według płci | Medale według płci |
| Płeć               | złoto              | srebro             | brąz               | Razem              |                    |
| ------------------ | ------------------ | ------------------ | ------------------ | ------------------ | ------------------ |
| Mężczyźni          | 0                  | 0                  | 3                  | 3                  |                    |
| Kobiety            | 0                  | 0                  | 1                  | 1                  |                    |
| Razem              | 0                  | 0                  | 4                  | 4                  |                    |